# Инся
Инся́ (тат. Өнсә) — село в Высокогорском районе Татарстана, в составе Берёзкинского сельского поселения.

## География
Село расположено на правом притоке реки Крылай, в 17 км севернее посёлка Высокая Гора.
Высота села над уровнем моря составляет 136 м.

## История
Село известно ещё с периода Казанского ханства. В XVIII — первой половине XIX века жители относились к сословию государственных крестьян. Местные жители занимались земледелием, скотоводством и извозом (доставкой товаров в Уфимскую губернию).
В «Списке населенных мест по сведениям 1859 года», изданном в 1866 году, населённый пункт упомянут как казённая деревня Икса 1-го стана Казанского уезда Казанской губернии. Располагалась при речке Мошке, по левую сторону Сибирского почтового тракта, в 35 верстах от уездного и губернского города Казань и в 20 верстах от становой квартиры во владельческой деревне Пермяки (Богородское). В деревне, в 60 дворах проживали 347 человек (153 мужчины и 194 женщины), была мечеть.
В начале XX века в селе действовали мечеть, мектеб, две ветряные мельницы, пять бакалейных лавок. В этот период земельный надел общины составлял 905,4 десятин. До 1920 года село входило в Чепчуговскую волость Казанского уезда Казанской губернии. С 1920 — в составе Арского кантона ТАССР. С 1930 — в Дубъязском, с 1963 — в Зеленодольском, с 1965 — в Высокогорском районе ТАССР.
В 1931 году в селе был организован колхоз.

## Население
| 1782 | 1859 | 1897 | 1908 | 1926 | 1949 | 1958 | 1970 | 1989 | 2002 | 2010 | 2017 |
| ---- | ---- | ---- | ---- | ---- | ---- | ---- | ---- | ---- | ---- | ---- | ---- |
| 80   | 347  | 590  | 736  | 785  | 669  | 542  | 533  | 344  | 344  | 338  | 303  |

Национальный состав села — татары.

## Экономика

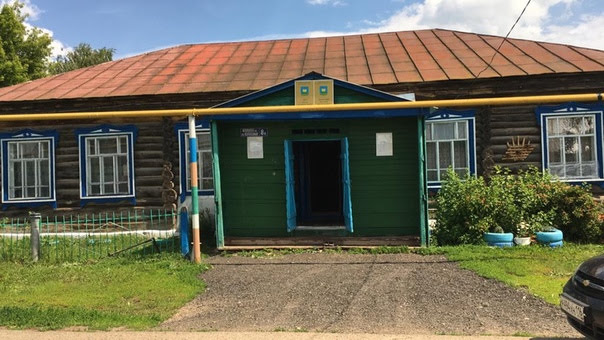
Инсинский СДК

Жители занимаются полеводством, животноводством.

## Инфраструктура
В селе действуют начальная школа (до 2013 г. неполная средняя), дом культуры, библиотека (с 1950 г., в 1945—1950 гг. изба-читальня в частном доме), детский сад (с 1990 г.), фельдшерско-акушерский пункт.

## Религия
Мечеть (с 1991 г.).